# Escut de Ribera d'Urgellet
L'escut oficial de Ribera d'Urgellet té el següent blasonament:
Escut caironat truncat: primer. de sinople; segon. escacat d'or i de sable; ressaltant sobre la partició una faixa ondada d'argent. Per timbre una corona mural de vila.

## Història
Va ser aprovat el 13 de març de 1991.
Municipi pirinenc creat el 1968 quan els anteriors d'Arfa, la Parròquia d'Hortó i Tost es van agregar al Pla de Sant Tirs, l'actual capital; tots aquests pobles estan situats a la vall del Segre, i pertanyien des de l'edat mitjana al comtat d'Urgell.
Les armes són parlants: mostren la ribera del Segre entre la primera partició de sinople (al·lusiva als boscos i camps del municipi) i la segona corresponent a les armes dels comtes d'Urgell.